# Malin Olofsson
Malin Olofsson, född 1979, är en svensk frilansjournalist, tidigare anställd på Sveriges Radio Ekot. Hennes journalistiska arbete är ofta inriktat på miljö-, klimat- och hållbarhetsfrågor. 

## Biografi
Malin Olofsson står bakom en rad uppmärksammade granskningar av den globala livsmedelsindustrin och har skrivit boken Matens pris tillsammans med journalisten Daniel Öhman.
Hon har belönats med en rad utmärkelser, till exempel Stora journalistpriset år 2011 i kategorin Årets avslöjande 2011, Årets miljöjournalist 2013 och 2010 och Stora radiopriset i kategorin Årets folkbildare 2010 och 2009. Malin Olofsson och Daniel Öhman belönades med Guldspaden år 2009.
Journalisttidningen Scoop listade henne i slutet av 2013 till en av Sveriges 25 bästa grävande journalister under de 25 senaste åren. Tidskriften Miljöaktuellt placerade henne i början av år 2012 på plats 53 bland Sveriges 100 mäktigaste personer inom miljöområdet. Tidningen Restaurangvärlden placerade samtidigt henne och Daniel Öhman på plats 36 på listan över de mäktigaste i matbranschen.
År 2020 visade SVT dokumentärserien Vaccinkrigarna, där Olofsson och Anna Nordbeck under mer än ett och ett halvt år infiltrerat antivaccinrörelsen i Norden och USA. Expressen beskrev reportaget som en "välgjord dokumentär" som tar med tittarna till "ett kaninhål av desinformation". Aftonbladet beskrev den däremot som ett "tidsslöseri" som inte går in på djupet med de risker och biverkningar som faktiskt finns, till exempel vid vaccinationerna mot svininfluensan 2009.